# Ome Henk gooit de beuk erin!
Ome Henk gooit de beuk erin! is het tiende album van Ome Henk, dat in 1998 werd uitgebracht. Op dit album worden de volgende personages geïntroduceerd: Allard en Leo, Popi de Zouteloze clown en Egbert Kampenberg.

## Tracklist
1. "De verteller introduceert"
2. "Berry Splinter deel 1"
3. "Reclame Bioflap"
4. "Berry Splinter deel 2"
5. "Zompen op je klompen"
6. "Dierenleed"
7. "Popi de zouteloze clown"
8. "De Tedpolka"
9. "Paranoia"
10. "Samba la Bamba! (Diva)"
11. "De klokkenluidert van Stronterdam"
12. "Nederlandse les door Harrie Witkamp"
13. "De klokken van IJmuiden"
14. "Het stinkt hier een beetje"
15. "Ik moet even..."
16. "Ondertussen en even later"
17. "Nee, ik wil niet meer 't zelfde"
18. "Burpo reclame"
19. "Nou jongens, vriendelijk bedankt!"